# We're Going to Be Friends
We're Going to Be Friends è un singolo promozionale della alternative rock band statunitense The White Stripes, proveniente dal loro album White Blood Cells del 2001. Il singolo invece è stato pubblicato alla fine del 2002, e racconta la storia di incontrare un nuovo amico all'inizio di un anno scolastico.
La canzone la si può anche ascoltare durante i titoli di apertura del film del 2004 Napoleon Dynamite. Il regista Jared Hess afferma che in origine, non riuscivano trovare una canzone per i titoli di testa, e una volta ascoltato questo brano decise che voleva usare We're Going to Be Friends, così ha inviato una copia di Napoleon Dynamite ai The White Stripes e loro approvarono per usare questa canzone per i titoli di testa. Il cantautore Jack Johnson ha registrato una cover del brano sul suo album Sing-A-Longs and Lullabies for the Film Curious George. Un'ulteriore cover eseguita da Caroline Pennel è il brano che ricorre nella colonna sonora di Wonder (film).

## Video musicale
Il video presenta Jack White mentre suona la chitarra su un divano con Meg White dormire sdraiata accanto a lui. Alla fine del video si può vedere che Jack risveglia Meg e mentre ciò accade il video termina. La copertina del singolo è un fermo del video.

## Tracklist
CD promo
1. We're Going to Be Friends

## Video ufficiali
- We're Going to Be Friends Video Ufficiale, su youtube.com.
- We're Going to Be Friends dal Film Under Great White Northern Lights del 2010 dei The White Stripes, su youtube.com.